# Otakar Štýrský

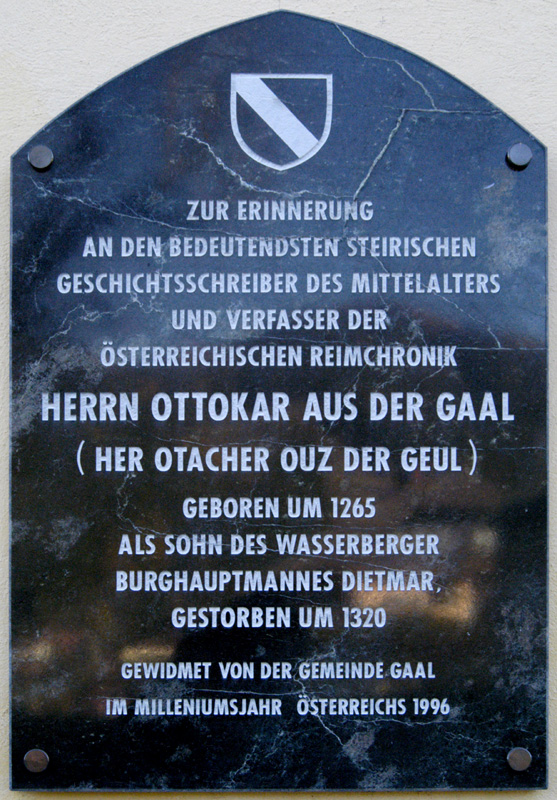
Pamětní deska (Schloss Wasserberg, Rakousko)

Otakar Štýrský (též Otacher, něm. Ottokar aus der Gaal, případně Otacher ouz der Geul nebo Ottokar von Steiermark; asi 1265 – 1318/1322?) byl středověký kronikář.

## Život
Pocházel z rodu pánů ze Strettwegu. Byl autorem Štýrské rýmované kroniky tvořené 100 000 verši. Jedná se o první komplexní historické dílo v němčině.
Díky svým konexím byl Otakar dobře informovaným pozorovatelem dějinných událostí v různých částech Svaté říše římské, včetně Českého království a jeho panovníků. Vystupuje zde Přemysl Otakar II. popisovaný jako štýrský uchvatitel a jeho protivník Rudolf I. Habsburský.